# ماتیا لومباردو
ماتیا لومباردو (انگلیسی: Mattia Lombardo؛ زادهٔ ۱۴ فوریهٔ ۱۹۹۵) بازیکن فوتبال اهل ایتالیا است.
از باشگاه‌هایی که در آن بازی کرده‌است می‌توان به باشگاه فوتبال کرمونزه، باشگاه فوتبال سمپدوریا، و باشگاه فوتبال پرو ورچلی اشاره کرد.